# نقشه‌بردار سراسر مریخ

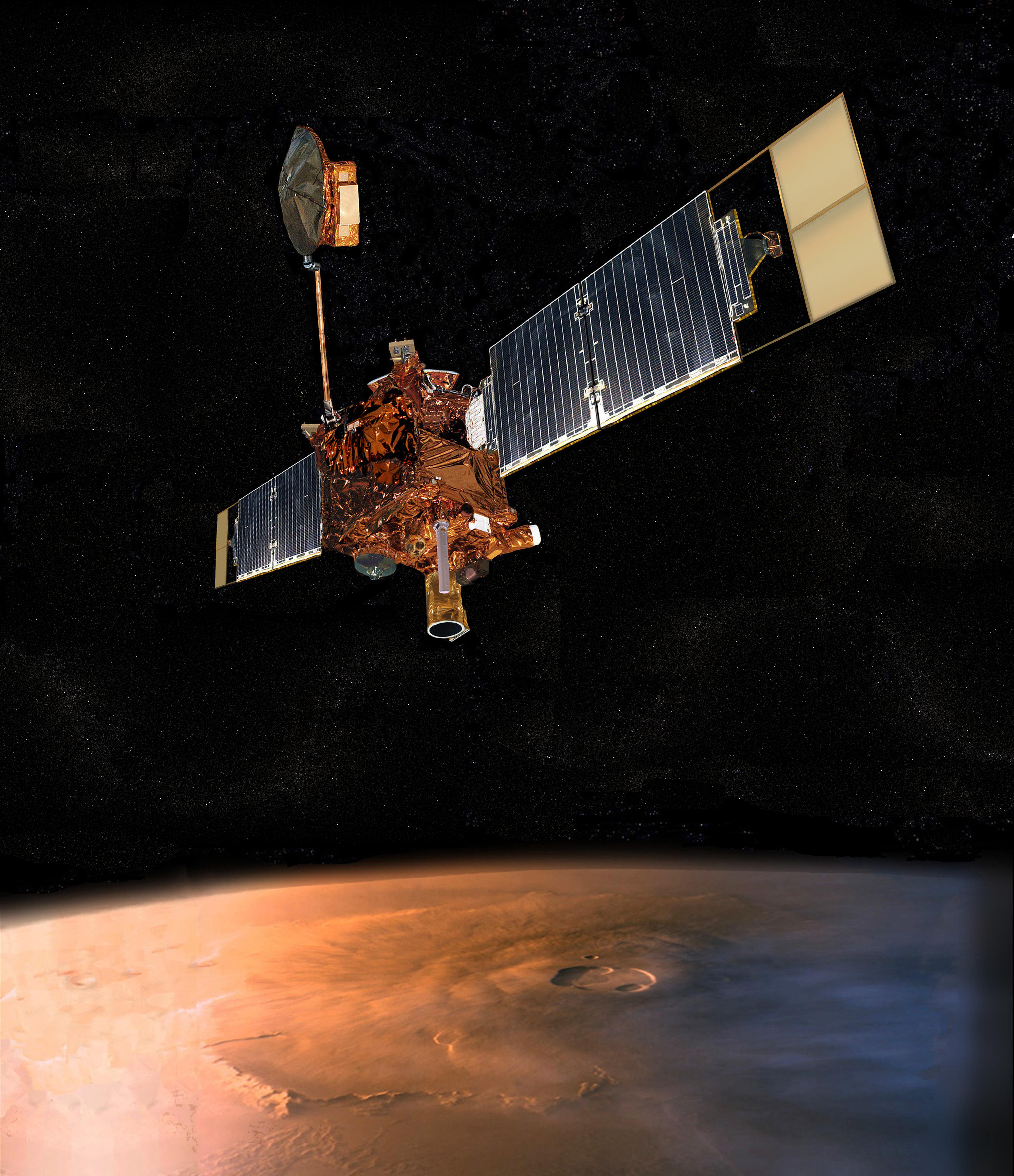

نقشه‌بردار سراسر مریخ (به انگلیسی: Mars Global Surveyor یا به اختصار MGS) از سال ۱۹۹۷ تا ۲۰۰۶ بر فراز مریخ بوده و بیش از ۲۰ هزار بار دور این سیاره چرخیده است. حاصل این همه گردش هم بیش از ۱۲۰ هزار تصویر از مناطق مختلف مریخ است. دوربینهای قوی این نقشه‌بردار تصویرهایی بسیار دقیق از سطح مریخ تهیه کرده‌اند که تفکیک‌پذیری بعضی از آنها به اندازه‌ایست که می‌توان عارضه‌ای به اندازهٔ یک مینی‌بوس! را در آن تشخیص داد. MGS موفق شد تا نخستین اطلس سراسر مریخ را تهیه کند.
اگرچه این مدارگرد از تمام سیاره عکس گرفته ولی عکسهایی مورد توجه محقق‌هاست که تفکیک‌پذیری بالایی داشته باشد و جزئیات بیشتری را معلوم کند. این نوع عکس‌ها از خیلی جاهای مریخ گرفته شده ولی نه از همهٔ جاهایی که لازم هست.
برای استفاده بهینه از این چشم آماده و تیزبین روی مریخ، مدیران طرح به فکر پذیرش سفارش و پیشنهاد عکس از مردم افتادند. یعنی هرکسی می‌تواند به آنها بگوید که به فلان دلیل و به خاطر فلان احتمال از منطقهٔ خاصی، با MGS عکس بگیرند. تمام پیشنهادها برای عکسبرداری و دلایلش بررسی می‌شوند و اگر پذیرفته شوند، هروقت که مدارگرد از بالای محل موردنظر عبور کند، عکسی که سفارش داده شده، گرفته می‌شود.

## نگارخانه

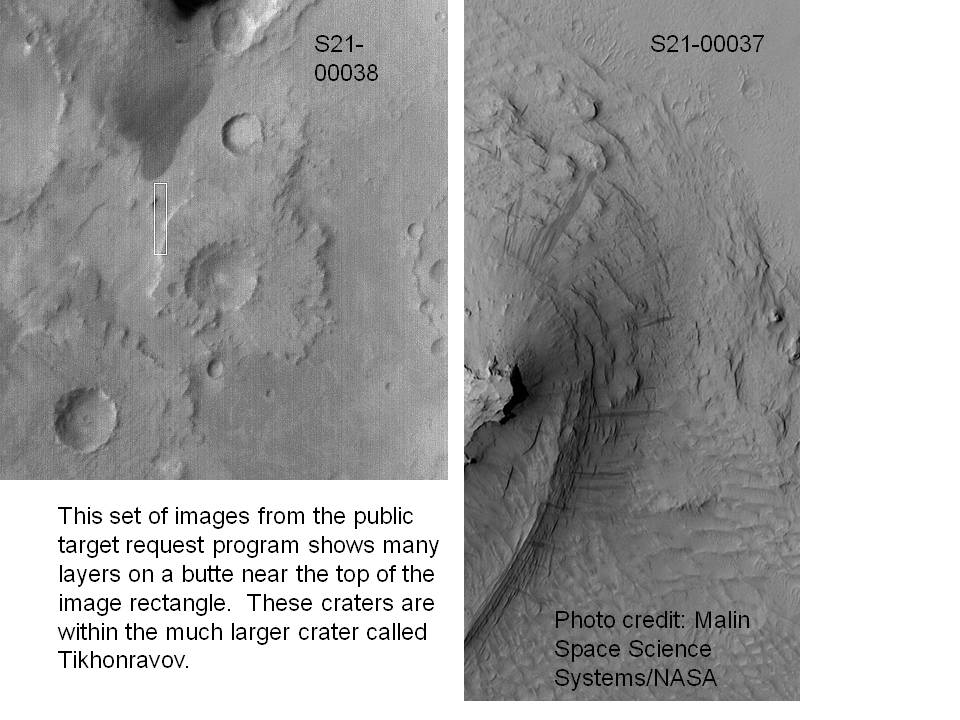
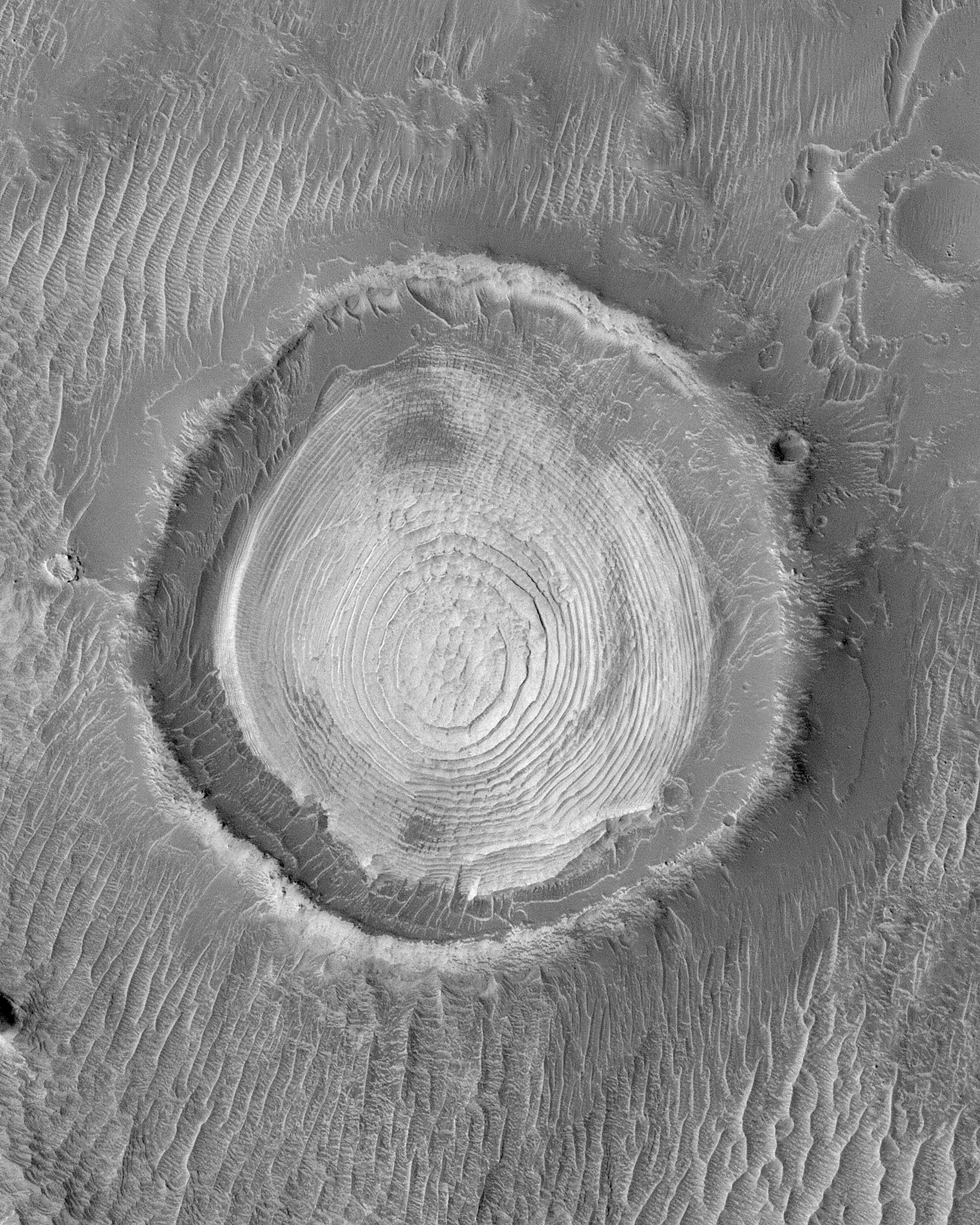
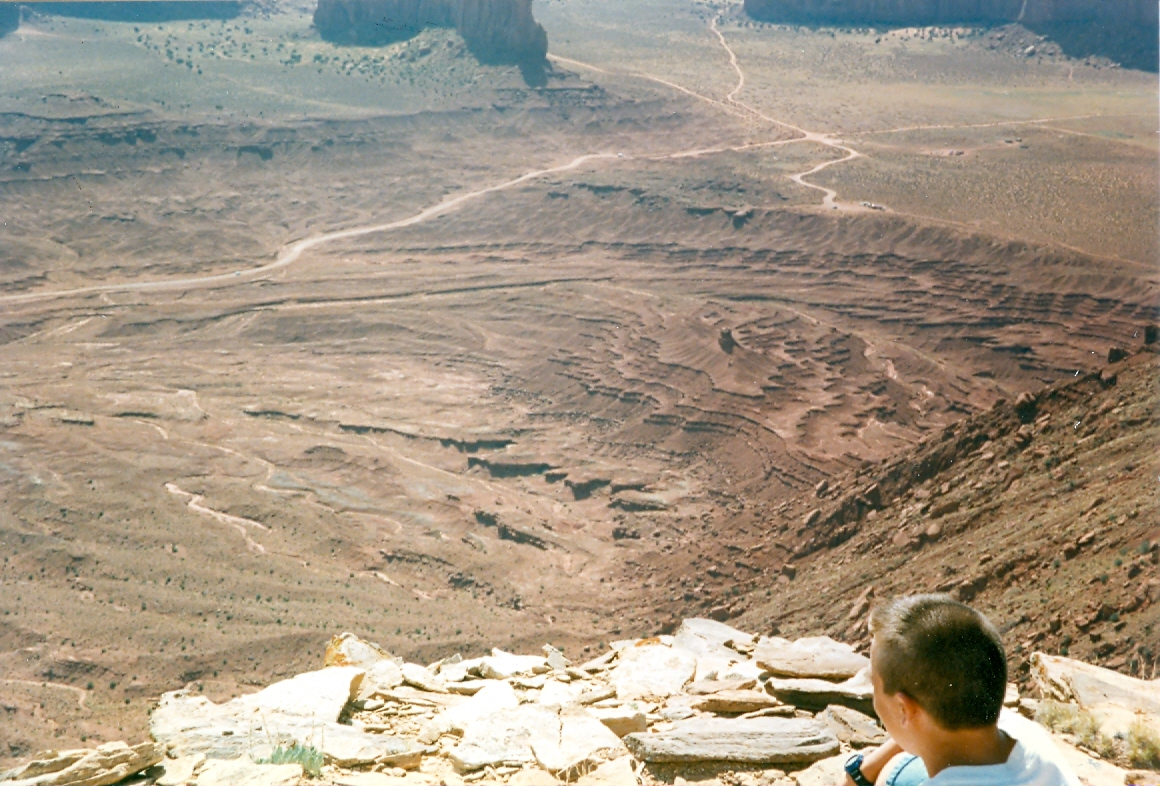
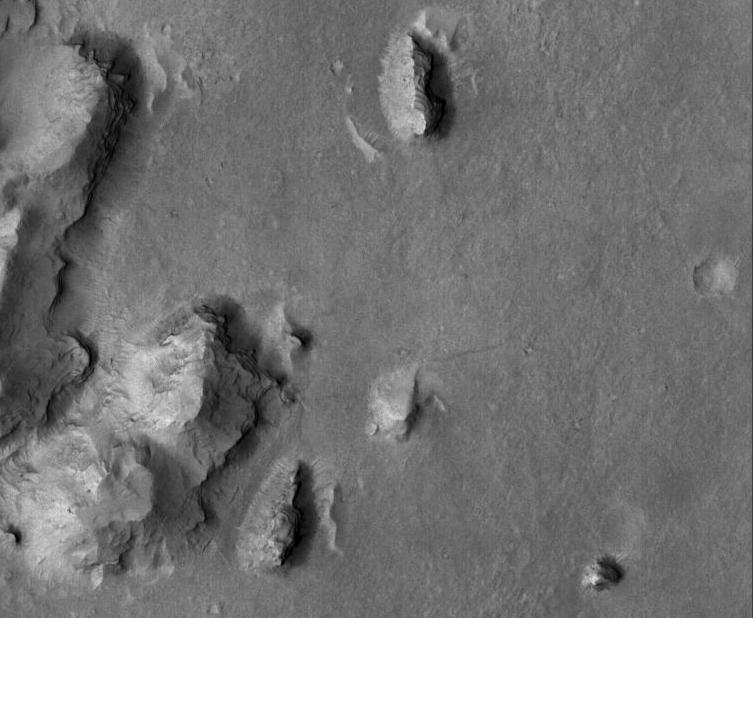